# Cryptops orizaba
Cryptops orizaba är en mångfotingart som beskrevs av Chamberlin 1943. Cryptops orizaba ingår i släktet Cryptops och familjen Cryptopidae. Inga underarter finns listade i Catalogue of Life.